# Bill Clark
Pour les articles homonymes, voir Clark.
Bill Clark, né le 15 avril 1988, est un joueur de basket-ball. Il mesure 1,95 m.

## Biographie

### Saison 2011-2012
Le 7 août 2011, il signe son premier contrat professionnel, en France, à Fos-sur-Mer.

### Saison 2012-2013
En septembre 2012, il est engagé par le BCM Gravelines Dunkerque, à la suite du départ de Larry Owens mais il n'y reste qu'une dizaine de jours et est remplacé par David Noel.
Il rebondit en Turquie à Selçuk Üniversitesi Konya. Le 13 février 2013, il réalise un triple-double avec 15 points, 11 rebonds et 11 passes lors de la victoire de Selcuk contre Pertevniyal 77 à 66 ; il est également nommé MVP de la journée.

### Saison 2013-2014
Le 20 juin 2013, il s'engage avec Rouen. Il est coupé le 10 octobre 2013.
En octobre 2013, il s'entraîne avec Fos-sur-Mer. Mais, le 29 octobre, il rebondit en Chypre à Keravnós Strovólou.
Le 29 janvier 2014, il est pris à l'essai en Ukraine, au MBC Mykolaïv et y signe quatre jours plus tard.

### Saison 2014-2015
Le 4 décembre 2014, il signe en Arabie saoudite dans l'équipe d'Al Nasr Riyad.
Le 26 décembre 2014, il retourne à Provence Basket jusqu'au 24 janvier 2015 en tant que pigiste de Chris Davis.
En janvier 2015, sitôt libéré, il signe avec Donar Groningen dans le championnat néerlandais. Avec Donar, il remporte la NBB Cup, le coupe des Pays-Bas.

### Saison 2015-2016
Le 9 novembre 2015, il signe au Caen Basket Calvados en remplacement de Jovonni Shuler. Il est élu MVP le la 27e journée de Nationale 1 après avoir un réalise un triple-double lors de la victoire 98 à 72 contre Tarbes-Lourdes : 20 points à 8/13 aux tirs dont 2/5 à 3 points, 15 rebonds, 13 passes décisives, 1 interception et 1 contre pour 38 d’évaluation en 34 minutes de jeu.

## Clubs
- 2011-2012 :  Fos Ouest Provence Basket (Pro B)
- 2012-2013 :  Selçuk Üniversitesi Konya (TB2L)
- 2013 :  SPO Rouen Basket (Pro B)
- 2013-2014 :  Keravnós Strovólou
- 2014-2015 :  MBC Mykolaïv
- Déc.2014 :  Al Nasr Riyad (Premier League)
- Déc.2014-Jan.2015 :  Provence Basket (NM1)
- Jan.-Juin 2015 :  Donar Groningen (Dutch Basketball League)
- 2015-2016 :  Caen Basket Calvados (NM1)
- 2016-2017 :  Roanne (PRO B)
- 2017 :  Étoile sportive du Sahel (Ligue 1)

## Statistiques

### Universitaires
Les statistiques en matchs universitaires de Bill Clark sont les suivantes :
| Saison    | Équipe   | Matchs | Titul. | Min./m | % Tir | % 3pts | % LF | Rbds/m. | Pass/m. | Int/m. | Ctr/m. | Pts/m. |
| --------- | -------- | ------ | ------ | ------ | ----- | ------ | ---- | ------- | ------- | ------ | ------ | ------ |
| 2007-2008 | Duquesne | 30     | 9      | 19,6   | 38,3  | 31,2   | 64,3 | 4,30    | 1,37    | 0,93   | 0,30   | 8,17   |
| 2008-2009 | Duquesne | 34     | 34     | 29,5   | 49,3  | 39,8   | 68,1 | 5,03    | 2,68    | 0,94   | 0,21   | 12,94  |
| 2009-2010 | Duquesne | 30     | 25     | 32,1   | 41,2  | 27,9   | 74,0 | 6,03    | 2,10    | 1,00   | 0,43   | 14,10  |
| 2010-2011 | Duquesne | 32     | 32     | 31,0   | 46,3  | 37,9   | 74,7 | 6,22    | 2,50    | 1,47   | 0,50   | 16,25  |
| Total     |          | 126    | 100    | 28,2   | 44,2  | 34,6   | 71,4 | 5,40    | 2,18    | 1,09   | 0,36   | 12,92  |

## Palmarès
- Vainqueur de la coupe des Pays-Bas (2015)